# Rolando (Mai dire Gol)
(Tormentone di Rolando)
Rolando è un personaggio televisivo interpretato da Aldo Baglio del trio Aldo, Giovanni e Giacomo nelle edizioni 1995-96 e 1996-97 di Mai dire Gol.
Sfoggiava un parrucchino riccio ed era vestito con una maglietta a maniche corte color verde militare. Ogni volta che appariva in video - e soprattutto quando incontrava un VIP, che però spesso confondeva con altri personaggi famosi - Rolando era solito dire la frase "Non ci posso credere!" accompagnandola con la mimica delle braccia, un gesto che divenne popolare all'epoca. Molto spesso Rolando interagiva con altri personaggi dello show, come ad esempio l'insegnante d'inglese Mr. Flanagan interpretato da Giacomo Poretti, per creare gag divertenti.
Nella puntata del 9 dicembre 1996, la Gialappa's Band fece vedere un servizio di Studio Sport che riguardava i possibili nuovi arrivi nel campionato italiano; tra gli attaccanti, per un errore di grafica, anziché Ronaldo, all'epoca centravanti del Barcellona, venne scritto "Rolando" e, da quel momento, il personaggio pensò di essere il calciatore più forte del mondo. Nella stessa stagione, quando il passaggio di Ronaldo all'Inter andava concretizzandosi, nella trasmissione venne confezionato un servizio fittizio in cui si dava notizia dell'ingaggio di Rolando come centravanti dell'Inter; per accontentare il nuovo acquisto, la società decideva addirittura di adottare una maglia color verde militare al posto della classica maglia nerazzurra. Alcuni dirigenti e giocatori della società meneghina, come Massimo Moratti, Sandro Mazzola, Maurizio Ganz, Marco Branca e Giuseppe Bergomi, si prestarono allo scherzo comparendo in video.
Nel 2013, quando il difensore portoghese Rolando fu ingaggiato prima dal Napoli e poi dalla stessa Inter, in rete si scatenò l'ironia dei tifosi che ricordavano il personaggio di Rolando interpretato da Aldo.